# Anoplognathus smaragdinus
Anoplognathus smaragdinus är en skalbaggsart som beskrevs av Ohaus 1904. Anoplognathus smaragdinus ingår i släktet Anoplognathus och familjen Rutelidae. Inga underarter finns listade i Catalogue of Life.